# 冯修容
冯修容（?—?），宋神宗的妃嬪。
初封治平郡君，元丰八年（1085年）四月，新皇帝宋哲宗尊封她为才人，元符二年（1099年）五月廿九日，宋哲宗诏：「莘王俣、睦王偲幼丧所生母，才人冯氏乃王之所养母。实自襁褓，悉心抚养。迩以并建王爵，出奉外朝，例令改封，少报勤劬。可特进封婕妤。」元符三年（1100年）宋徽宗即位后，婕妤冯氏进修容，同时神宗淑妃邢氏进贵妃，婕妤武氏进昭仪，贤妃宋氏进德妃，婕妤张氏进婉容，才人勾氏进美人，淮阳郡君郭氏进才人。